# Dysmicoccus timberlakei
Dysmicoccus timberlakei är en insektsart som först beskrevs av Cockerell 1916.  Dysmicoccus timberlakei ingår i släktet Dysmicoccus och familjen ullsköldlöss. Inga underarter finns listade i Catalogue of Life.